# ピアチェンティーニ・タワー

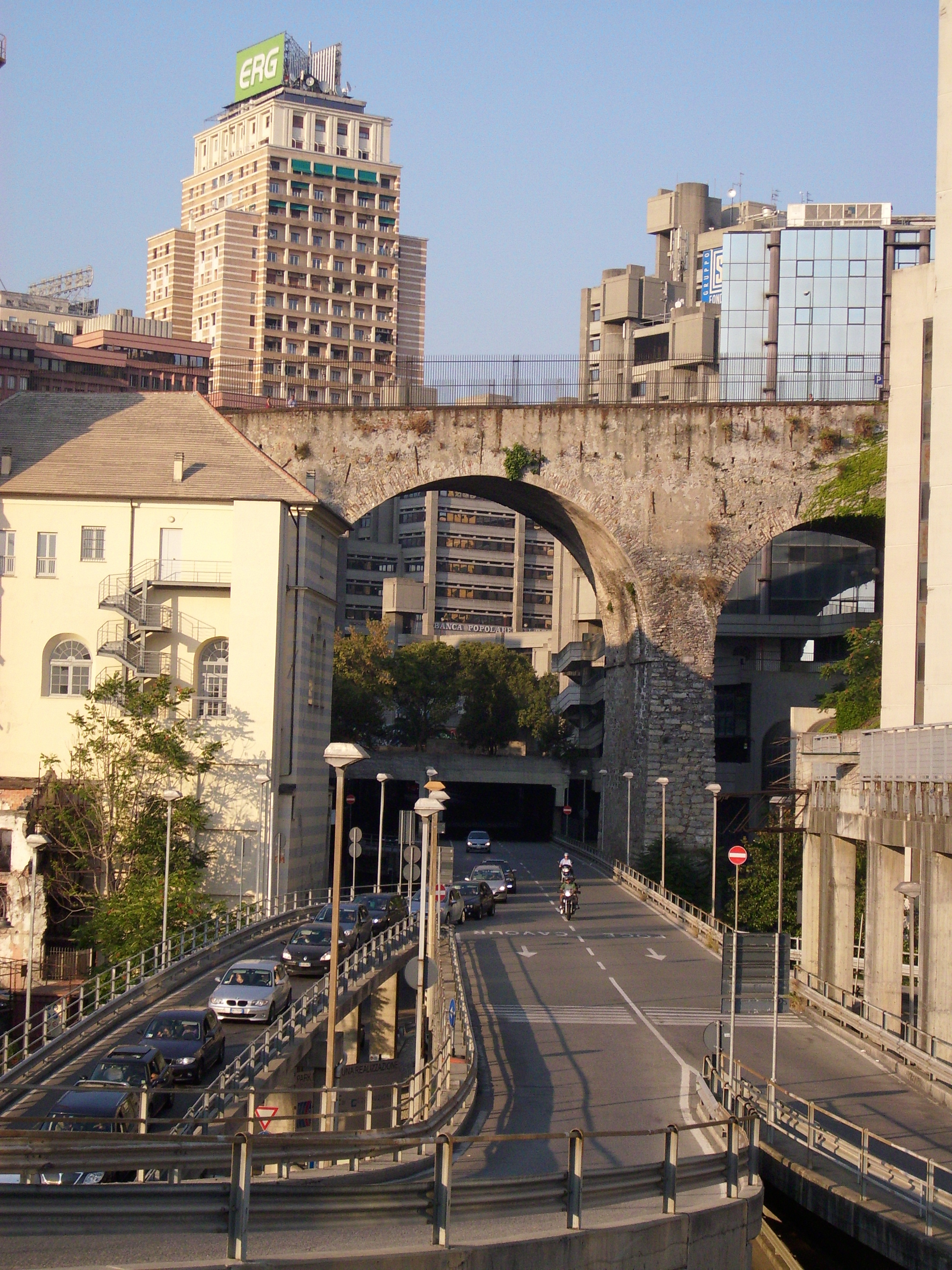
ピアチェンティーニ・タワー

ピアチェンティーニ・タワー（英語:Piacentini Tower）は、イタリアジェノヴァにある超高層ビル。1940年から1952年までヨーロッパで最も高い高層ビルだった（塔ではエッフェル塔）。

## 概要
1935年に着工して1940年に竣工した。イタリアでは初めて100mを超える建築物であった。マルチェッロ・ピアチェンティーニによる設計。31階建てで、屋根の高さは108mで、その尖塔を含めた全高は116m。テラッツァマティーニタワーとも称される。